# Leichtathletik-Weltmeisterschaften 1993/Teilnehmer (Nauru)
| Gelbes Symbol für Goldmedaillen mit stilisierten Olympischen Ringen | Graues Symbol für Silbermedaillen mit stilisierten Olympischen Ringen | Braundes Symbol für Bronzemedaillen mit stilisierten Olympischen Ringen |
| ------------------------------------------------------------------- | --------------------------------------------------------------------- | ----------------------------------------------------------------------- |
| —                                                                   | —                                                                     | —                                                                       |

Zu den vierten Leichtathletik-Weltmeisterschaften 1993 im deutschen Stuttgart entsandte die Republik Nauru zwei Athletinnen und Athleten.

## Ergebnisse
Fredrick Canon belegte am 14. August 1993 im sechsten Vorlauf über 100 Meter der Männer in einer Zeit von 11,72 Sekunden den sechsten Platz vor dem Komorer Bakar Chehou Inzoudine. Unter den 65 Teilnehmern der Vorläufe war lediglich Inzoudine langsamer. Canon belegte am 17. August 1993 im siebten Vorlauf über 200 Meter in einer Zeit von 24,14 Sekunden den achten und letzten Platz. Damit war Canon der langsamste aller 67 Teilnehmer der Vorläufe. Wenona Steven belegte am 15. August 1993 im zweiten Vorlauf über 100 Meter der Frauen in einer Zeit von 14,70 Sekunden den achten und letzten Platz. Damit war Steven gemeinsam mit der Komorerin Said Nassianti die langsamste aller 55 Teilnehmerinnen der Vorläufe.
| Athlet         | Disziplin      | Vorlauf | Vorlauf | Viertelfinale | Viertelfinale | Halbfinale    | Halbfinale    | Finale        | Finale        |
| Athlet         | Disziplin      | Zeit    | Platz   | Zeit          | Platz         | Zeit          | Platz         | Zeit          | Platz         |
| -------------- | -------------- | ------- | ------- | ------------- | ------------- | ------------- | ------------- | ------------- | ------------- |
| Fredrick Canon | 100 m (Männer) | 11,72 s | 64.     | ausgeschieden | ausgeschieden | ausgeschieden | ausgeschieden | ausgeschieden | ausgeschieden |
| Fredrick Canon | 200 m (Männer) | 24,14 s | 67.     | ausgeschieden | ausgeschieden | ausgeschieden | ausgeschieden | ausgeschieden | ausgeschieden |
| Wenona Steven  | 100 m (Frauen) | 14,70 s | 54.     | ausgeschieden | ausgeschieden | ausgeschieden | ausgeschieden | ausgeschieden | ausgeschieden |